# 華盛頓鎮區 (北卡羅萊納州博福特縣)
華盛頓鎮區（英語：Washington Township）是位於美國北卡羅萊納州博福特縣的一個鎮區。

## 地方資料
華盛頓鎮區的面積為249.40平方千米，皆為陸地。根據2020年美國人口普查的數據，當地共有人口13620人，而人口密度為每平方千米54.61人。